# Делтавілл (Вірджинія)
Делтавілл (англ. Deltaville) — переписна місцевість (CDP) в США, в окрузі Міддлсекс штату Вірджинія. Населення — 1057 осіб (2020).

## Географія
Делтавілл розташований за координатами 37°33′5″ пн. ш. 76°19′40″ зх. д. / 37.55139° пн. ш. 76.32778° зх. д. (37.551332, -76.327846).  За даними Бюро перепису населення США в 2010 році переписна місцевість мала площу 18,17 км², з яких 10,51 км² — суходіл та 7,66 км² — водойми.

## Демографія
Згідно з переписом 2010 року, у переписній місцевості мешкало 1119 осіб у 559 домогосподарствах у складі 343 родин. Густота населення становила 62 особи/км².  Було 1212 помешкання (67/км²).
Расовий склад населення:
| - 95,9 % — білих - 2,1 % — чорних або афроамериканців - 0,7 % — корінних американців - 0,4 % — азіатів |

До двох чи більше рас належало 0,7 %. Частка іспаномовних становила 1,2 % від усіх жителів.
За віковим діапазоном населення розподілялося таким чином: 11,7 % — особи молодші 18 років, 58,5 % — особи у віці 18—64 років, 29,8 % — особи у віці 65 років та старші. Медіана віку мешканця становила 56,5 року. На 100 осіб жіночої статі у переписній місцевості припадало 95,6 чоловіків;  на 100 жінок у віці від 18 років та старших — 98,8 чоловіків також старших 18 років.
Середній дохід на одне домашнє господарство  становив 58 289 доларів США (медіана — 45 000), а середній дохід на одну сім'ю — 64 361 долар (медіана — 50 673). За межею бідності перебувало 8,2 % осіб, у тому числі 23,6 % дітей у віці до 18 років та 4,7 % осіб у віці 65 років та старших.
Цивільне працевлаштоване населення становило 375 осіб. Основні галузі зайнятості: освіта, охорона здоров'я та соціальна допомога — 19,7 %, роздрібна торгівля — 15,2 %, виробництво — 12,0 %, будівництво — 11,5 %.